# Bico-grossudo-japonês

O Bico-grossudo-japonês(Eophona personata), conhecido como Ikaru ou Ikaruga (桑鳲（イカル) no Japão, é um fringillidae nativo do leste da Ásia. Seu nome provém de suas similaridades superficiais com o bico-grossudo, pássaro muito comum na Eurásia.

## Características
É um passarinho grande, o macho pesa por volta de 80 g (2,8 oz) e tem um comprimento de 18 a 23 cm (7,1 a 9,1 pol). Entre as medidas, a corda máxima é de 10,2 a 11,7 cm (4,0 a 4,6 pol), a cauda tem 8,3 a 9,5 cm (3,3 a 3,7 pol) e o bico mede de 2,1 a 2,6 cm (0,83 a 1,0 pol). A característica marcante do bico-grossudo-japonês é o seu grande bico pontudo amarelo-claro. O adulto tem uma grande marca negra que se estende desde sua nuca até o queixo e da parte de trás da orelha até o pescoço. A coloração do lado do pescoço é um contraste entre um cinza pálido e esbranquiçado, e sua parte inferior é de um cinza mais apagado. A parte traseira é marrom-acinzentada enquanto os flancos são de uma cor arruivada ou castanho-avermelhada. As asas e a cauda são pretas, com exceção de um remendo branco nas coberturas internas e na faixa branca no meio das primárias, que é visível em voo. Os jovens são de um cinza maçante, sem preto na cabeça. A subespécie E. p. magnostris é um pouco maior do que esta além de geralmente ter um tom mais pálido com um remendo branco menor nas primárias.
As vocalizações emitidas pelos bico-grossudos-japoneses se resumem a um som curto, mas forte, de "tac-tac", e o canto deles consiste em uma série de quatro assobios aflauteados.

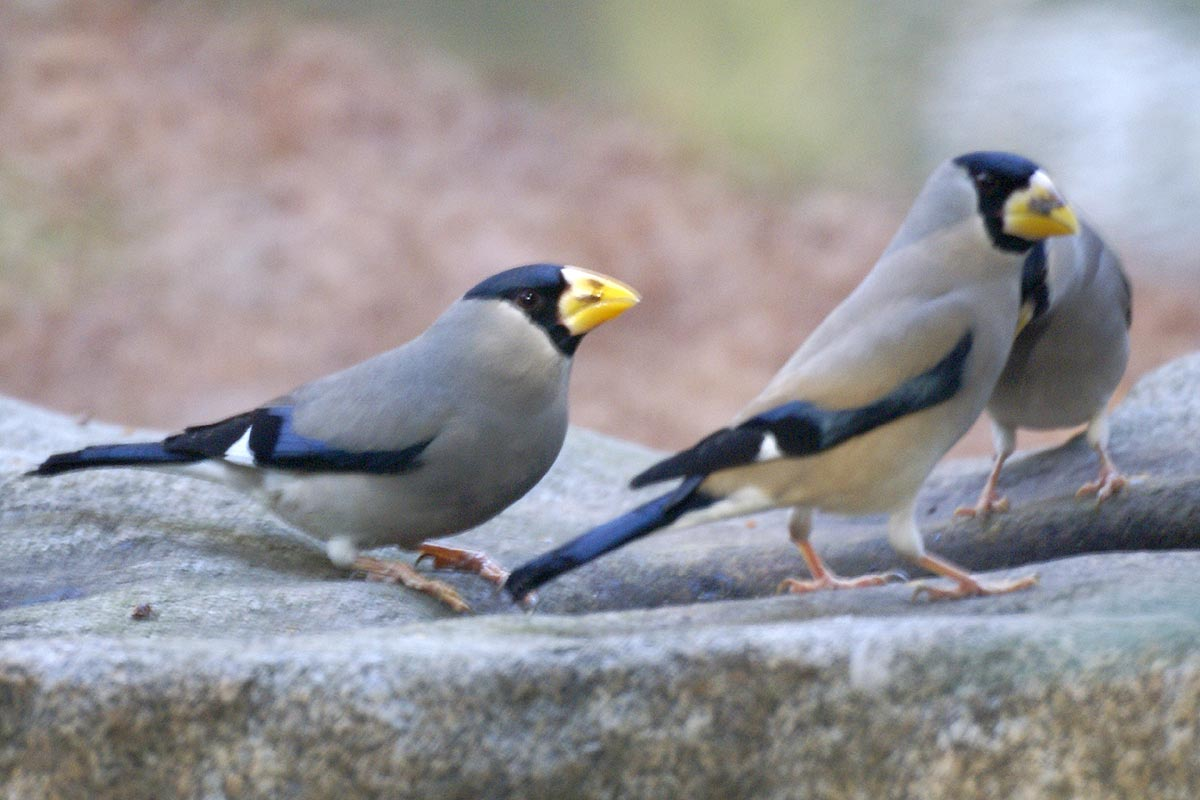
Eophona personata

## Ecologia
A subespécie (E. p. magnostris) é completamente migratória, se reproduzindo em torno das regiões do rio Amur, dos Montes Urais e da Manchúria, passando o inverno em Hebei e Pequim, e raramente vão para o sul, onde fica a Coreia do Norte. A migração do Bico-grossudo-japonês ocorre no Japão saindo de Hokkaido até Kyushu e não é uma espécie de migrações sazonais, mas se locomove consideravelmente durante o inverno, principalmente em busca de fontes de alimento. A espécie é comum localmente e é ocasionalmente abundante em áreas de alimentação; habitam florestas com folhagens secas ou mistas e também costumam aparecer em vales, bosques e arvoredos de carvalhos e bétulas, bem como em parques e jardins bem arborizados. No que concerne a parte comportamental, o Bico-grossudo-japonês costuma ser reservado, fica escondido nas folhagens próximo ao dossel da árvore, mas sua localização pode ser entregue por sua voz. Eles costumam andar em pares ou em pequenos bandos e se alimentam principalmente de uma variedade de sementes e insetos. Durante o inverno, podem se estabelecer na borda de áreas cultivadas. vivem principalmente de nozes de cedro, sementes de bétula e bagas. Durante o verão, eles se tornam amplamente insetívoros e comem lagartas e besouros regularmente.

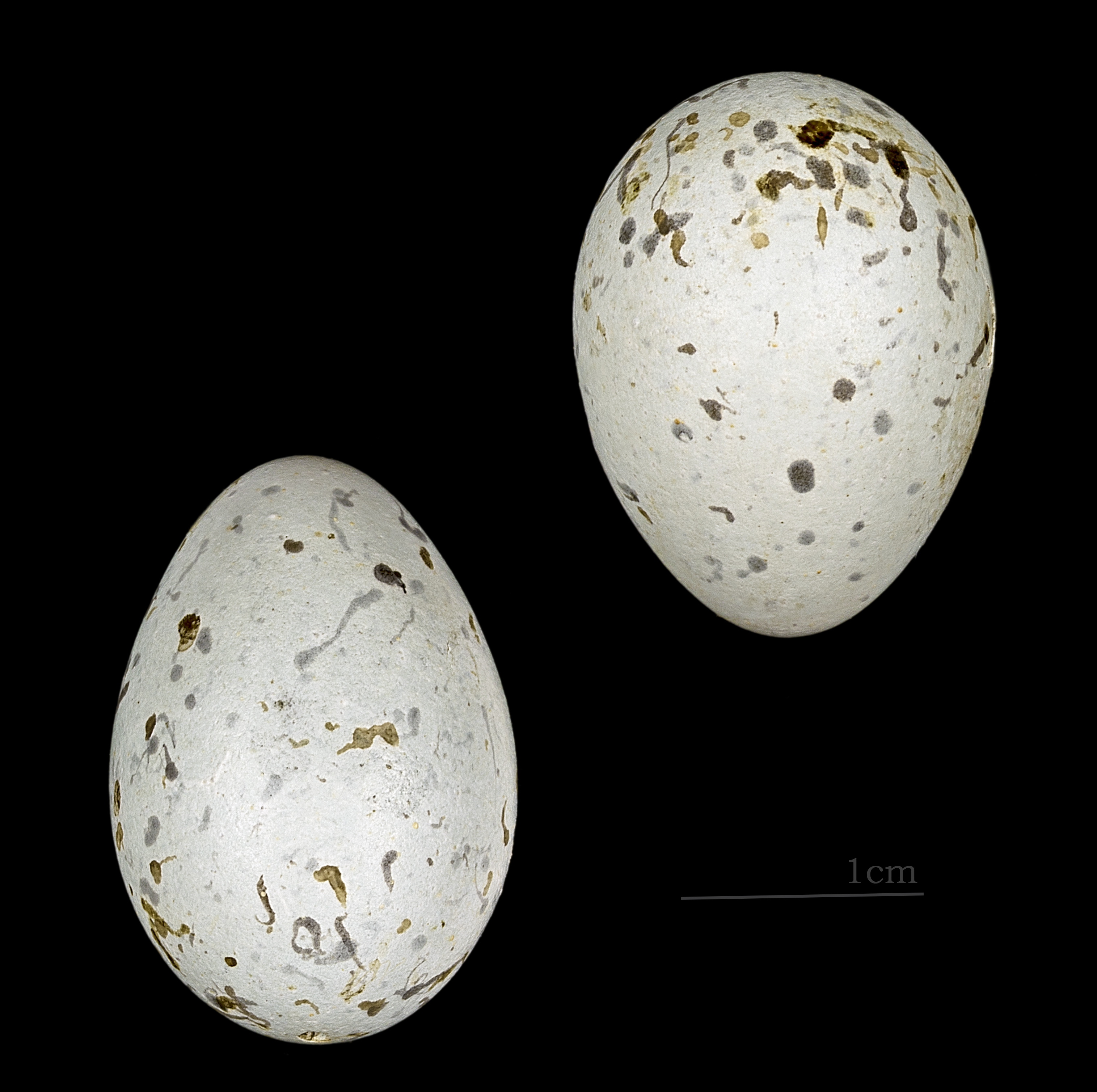
Ovos de Eophona personata personata (MHNT)